# 中国福利会
中国福利会，简称中福会，是由中华民国国父孙中山夫人、中华人民共和国的缔造者之一、中华人民共和国名誉主席宋庆龄创立的一家主要从事妇幼保健卫生和少年儿童文化教育的全国性人民团体。其前身为1938年于香港创建的保卫中国同盟，全力支援中国抗日战争，1941年迁往重庆。1945年改名中国福利基金会并迁往上海，1950年改为现名。
1949年后，中福会陆续创造了中华人民共和国第一家儿童艺术剧院、第一个儿童艺术剧场、第一家少年宫、第一本少儿读物、第一家寄宿制托儿所和第一座妇幼保健院。改革开放以来，中福会事业板块继续拓展，目前已涵盖妇幼保健、学前教育、基础教育、校外教育、儿童戏剧、少儿出版、老年福利以及慈善基金八大领域。
中福会的最高权力机构为执行委员会，由主席、副主席、执行委员组成。执行委员会成员由中央及上海市有关部门、团体的领导担任。中福会主席均由党和国家领导人担任，历任主席包括宋庆龄、廖承志、黄华、胡启立，现任主席王家瑞。日常工作在党组领导下，实行书记兼秘书长负责制。中福会与中国宋庆龄基金会为姊妹机构，总部分别设在上海和北京。

## 历史沿革

### 保卫中国同盟(1938-1945)
保卫中国同盟是由宋庆龄于1938年6月14日在香港成立的一家国际抗日統一戰線组织，全力支援中国抗日战争。保盟由当时中国国民党内一批知名人士和国际友人共同参与，其中包括宋子文、廖承志、廖梦醒、爱泼斯坦、邓文钊、詹姆斯·贝特兰、诺曼·法郎士（香港大学高级讲师）、希尔达·赛尔文·克拉克（香港医务总监司徒永觉夫人）等人。宋庆龄担任保卫中国同盟中央委员会主席，宋子文担任会长。当时主要义务为宣传抗日，争取外援。开展的活动包括发起“一碗饭运动”等活动，向海内外广泛募集善款、物资支援中国抗战；出版两周刊的《保卫中国同盟新闻通讯》；争取华侨支援参与抗战事业；开展战时儿童福利事业和受难儿童的救济；设立孤儿院与儿童收容所等。宋庆龄致力于战时医药救济和儿童福利工作，在抗日根据地建立起国际和平医院的医疗网，向全世界募集医疗器械、药品、现款及其他救援物资，源源不断地送往敌后抗日根据地，先后介绍马海德、斯诺、白求恩、柯棣华、史沫特莱等国际记者和医生到抗日根据地。斯诺访问陕北后写下了著名的《西行漫记》。1941年12月迁往重庆。

### 中国福利基金会(1945-1950)

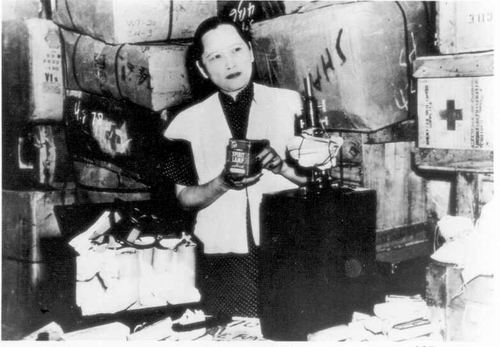
1940年代宋庆龄在中国福利基金会

抗战胜利后，1945年12月，保卫中国同盟由重庆迁到上海，并更名为中国福利基金会，帮助战后恢复，为解放区输送了大批医疗物资，并援助全国30多个少儿机构，使大量贫困儿童生活得到保障。中国福利基金会以“那里需要援助，那里的人民在自力解决困难，我们的援助就到那里”的准则，对内战中的民众提供帮助。其中，利用对外宣传，从联合国善后救济总署提供的救济资金和救济物资中，为解放区的普通民众争取到一定的份额。此外，还向美国、加拿大、英国、新西兰、澳大利亚等援华机构和联合国救济总署处获得大量资金和物品。并利用国民政府行政院善后救济总署的运输机构，将物资输送到国统区和解放区。其中，仅上海一处，中国福利基金会便成立了3个儿童福利站和一个儿童剧团。并且透过美国战灾儿童义养会，为将近5000名儿童提供了学习和生活上的帮助。1950年8月，中国福利基金会更名为中国福利会。

### 中国福利会(1950至今)
中国福利基金会于1950年8月改名为中国福利会，宋庆龄与周恩来总理商议确定了中福会新的工作方针：在妇幼保健卫生、少年儿童文化教育福利方面进行实验性、示范性工作，加强科学研究，扩大国际交往与合作。
1954年6月，中国共产党中央委员会主席毛泽东为中国福利会少年宫题写了宫名。直至今天，各地少年宫仍沿用此题字作为宫名。1958年5月，国务院总理周恩来为中福会成立20周年题词。此外，朱德元帅曾为中福会《儿童时代》杂志题词。国家主席刘少奇等透过各种方式对中福会事业给予高度评价，并提出殷切希望。
中华人民共和国成立后后，时任中华人民共和国副主席宋庆龄亲自创办了中华人民共和国第一家儿童艺术剧院、第一个儿童艺术剧场、第一家少年宫、第一本少儿读物、第一家寄宿制托儿所和第一座妇幼保健院，不断赋予“实验性、示范性”工作以新的内涵和活力。为更好地向世界宣传中国，宋庆龄还创办了多语种对外报道刊物《中国建设》杂志（后改名为《今日中国》），在世界多个国家和地区发行。
改革开放以来，中国福利会继续秉承宋庆龄“全心全意为妇女儿童服务”的办会宗旨，坚持“立足上海、服务全国、面向世界”。服务领域不断扩大，其中“两奖一节”，即宋庆龄奖学金、宋庆龄樟树奖、上海国际少年儿童文化艺术节，已经成为知名品牌。“母婴平安”、“宋庆龄爱心书库”、“流动少年宫”、“国培计划”、“凉山计划”、“雪莲计划”以及“樱花计划”等项目也逐步展开，影响不断扩大。
在宋庆龄逝世后，中国福利会秉承着宋庆龄的理念，继续致力于妇女儿童事业。1985年成立儿童电视教育制作中心。设立“宋庆龄樟树奖”，以嘉奖致力于妇女儿童事业的人士。1986年，上海宋庆龄基金会成立。1991年宋庆龄幼儿园开园。1994年，成立“宋庆龄奖学金”，表彰德智体美劳全面发展的优秀中小学生。1995年，中国福利会学前教育信息中心成立。2006年开办上海宋庆龄学校和中国福利会老年福利发展中心（中国福利会养老院）。
中福会实施“春晓计划”，为义务教育薄弱的四川大凉山地区学校办学创设样本；实施“雪莲计划”，逐步提升新疆喀什地区妇幼保健、学前教育、校外教育和儿童文化等方面服务水平，促进民族团结；实施“春兰计划”，关爱贵州遵义地区留守儿童。多年来，中福会老师的足迹遍及中国11个省（自治区），为贫困偏远地区送去先进的幼儿教育理念和实践经验。中福会老师们支教的地方，很多学校已经成为当地的名校甚至是“全国先进”。
2018年6月14日，在中国福利会成立80周年之际，中共中央总书记、国家主席、中央军委主席习近平发来贺信，代表中共中央，并以他个人的名义，表示热烈的祝贺，向长期辛勤工作在妇女儿童事业一线的同志们致以诚挚的慰问。习近平强调，希望中国福利会全面贯彻中共十九大精神，团结凝聚广大妇女儿童工作者，继续致力于缔造未来的事业，促进妇女儿童健康发展，为培养有知识、有品德、有作为的社会主义建设者和接班人服务，为实现“两个一百年”奋斗目标、实现中华民族伟大复兴的中国梦作出新的更大贡献。中共中央政治局委员、上海市委书记李强在纪念中国福利会成立80周年大会上宣读贺信并讲话。

## 事业板块

### 学校教育
中国福利会以办“中国情怀、国际视野”的世界一流学校为愿景，始终遵循宋庆龄“缔造未来”的儿童教育思想，坚持理论探索和实践创新，迄今已有近70年的成功经验，下属中国福利会幼儿园、中国福利会托儿所、宋庆龄幼儿园、上海宋庆龄学校，涵盖幼儿园至高中，教育特色鲜明，形成了相对独立的理论和实践体系，是中国最好的教育机构之一。
中福会所属教育单位均为研究型服务机构，长期承担多项国家级、上海市级科研课题，获得众多科研成果奖项。首创开发生存课程、膳食营养课程，参与国家0-3岁托幼机构标准化建设，探索多元文化背景下幼儿健康成长规律，研发3-6岁儿童视听综合注意力测评工具，获得国家版权局软件著作权以及国家知识产权局授予的发明专利。
中国福利会还建立了从事0至16岁少年儿童文化教育福利的专业机构中国福利会信息与研究中心（宋庆龄儿童发展中心），集科研、培训和推广为一体，服务于社会和家庭。

### 校外教育
1953年创办的中国福利会少年宫，是中华人民共和国第一家少年宫，也是目前上海市立少年宫，由时任中央人民政府副主席的宋庆龄倡议并亲自参与制定方案、选定宫址，中共中央主席毛泽东题写宫名。1984年，中共中央军委主席邓小平在观看中国福利会会少年宫小学员演示人机互动后，提出了“计算机的普及要从娃娃做起”的重要指示。少年宫逐步发展成为中华人民共和国青少年校外活动示范基地、科普教育基地，在未成年人思想道德教育和全面素质培养等方面，发挥了不可替代的作用。
中福会少年宫逐步发展成为中国青少年校外活动示范基地、科普教育基地。少年宫面向广大少年儿童开展素质教育，开设近百个艺术、科技、人文等兴趣小组项目，年均开展主题活动300余场，活动覆盖面近40万人次。“流动少年宫”年均服务贫困地区少儿和随迁子女达2万人次，在未成年人思想道德教育和全面素质人才培养方面发挥着不可替代的作用。
中福会以“儿童外交”在世界播撒和平友谊的种子。闻名遐迩的中国福利会少年宫小伙伴艺术团由宋庆龄创办于1955年，60多年来，从这里走出了众多名人和艺术家，接待了众多外国国家元首、政要等来访，承担上海世博会、亚信峰会重大活动任务，并应邀出访30多个国家和地区，被誉为宋庆龄栽下的“和平外交之花”、“中国小大使”和“上海城市名片”。

### 妇幼保健
1951年，宋庆龄将获得的“加强国际和平”斯大林国际奖奖金10万卢布捐出，于次年创办中国福利会国际和平妇幼保健院（简称“国妇婴”）。近年来，国妇婴年门诊量突破120万人次，年住院病人约4万人次，年手术量3万余例，孕产妇和围产儿死亡率指标维持在国际领先水平，产科急危重症病例抢救成功率100%，极低体重儿抢救成功率大于98%。在第三代“试管婴儿”等全球尖端基因技术研究领域实现突破，并全面进入临床应用阶段。国妇婴是与上海市第一妇婴保健院（简称“一妇婴”）并列上海最好的妇幼保健医院。
国妇婴科研成果丰硕，先后荣获国家科技进步二等奖、中华医学科技一等奖、全国妇幼健康科学技术一等奖、上海市科技进步一等奖，是国家首批PGD （上海唯一一家）、NIPT临床应用试点单位，诞生了国际首例基于NGS（下一代测序）的SNP单体型分型PGD（胚胎植入前诊断）技术阻断成骨不全症母婴遗传的健康婴儿、国内首例单细胞高通量测序联合核型定位的甲状腺癌家系“无癌”PGD婴儿等，目前在研国家级科研项目60余项。与加拿大卫生研究院（CIHR）合作的《中加健康生命轨迹计划：预防儿童肥胖的社区——家庭——母婴综合干预队列研究》成为国家自然科学基金重大国际合作研究计划。

### 儿童戏剧
中国福利会儿童艺术剧院是中华人民共和国第一家公益性、教育性国家专业儿童艺术院团。70多年来，累计创作近400部题材各异、积极向上的儿童剧目，演出近20000场，观众1700多万人次，众多经典剧目影响了几代人的成长，多次荣获“五个一工程”奖、文华奖和金狮奖，并创办中国第一个国际性儿童戏剧展演。深化“同根文化，点燃童心”的“点燃计划”，连续多年赴台演出增进文化交流和民族认同。
2013年6月启用的上海儿童艺术剧场是国内最大的儿童艺术专业剧场。开业5年来，共上演戏剧、音乐、舞蹈等各类儿童艺术作品约1200场，累计服务少年儿童家庭近60万人次，被孩子们亲切地称为“大鲸鱼剧场”。剧场在剧目和服务上不断探索创新，推出《宝贝来看戏》《宝贝爱中华》《爸爸妈妈的童年记忆》等系列节目弘扬中华传统文化，在国内首推儿童剧演出年龄分级，引领行业服务新标准。

### 少儿出版
1950年，宋庆龄创办了儿童时代社。2002年，中国福利会出版社成立。2007年，两社合并，组建集书、报、刊出版于一体的综合性出版社。转制后，改名中国中福会出版社有限公司。
近年来，出版社力求打造“专、精、特、优”的出版品牌，编辑出版图书600余种，涉及儿童文学、校内外教育、科普知识和宋庆龄思想研究等内容。中福会出版社《儿童时代》读物成为滋养一个时代少年儿童的阅读经典。《哈哈画报》《儿童时代》入选“向全国少年儿童推荐优秀少儿报刊”，“乐智小天地”已成为中国家喻户晓的幼教品牌。
出版社大力推动图画书原创工作，作品《我有一盏小灯笼》入选2015年国家新闻出版广电总局第十二届“向全国青少年推荐百种优秀图书”，《牙齿，牙齿，扔屋顶》获第四届丰子恺儿童图画书佳作奖。出版社积极参与服务国家战略项目，推出维汉双语版《中华奇趣故事》绘本，围绕中国传统文化策划《华文阶梯阅读》系列图书，并开展“宋庆龄爱心书库”、“点亮心愿”公益班等项目。

### 老年福利
中国福利会老年福利发展中心（中国福利会养老院）于2008年正式运营，总占地3万余平方米，绿化覆盖率近65%。中福会养老院紧邻中山医院青浦分院，获评5A级社会组织和上海市三级养老机构，是上海最好的公立养老院。养老院在为住养老人提供专业化、个性化、多方位的生活照护、医疗康复和科学饮食的同时，尤为重视高龄群体的晚年文化生活品质，根据老年人身心特点，开展了颇具特色的老年文艺、怡情养生、银龄学习、思想交流、群体康复等近20个主题小组。同时，积极探索“文化养老”模式，以进一步满足住养老人对优质精神生活的需求。

### 慈善基金
中国福利会于1986年发起成立上海宋庆龄基金会，在教育、文化、医疗卫生和社会可持续发展等领域开展各类公益活动。作为公募基金，上海宋庆龄基金会倡导规范、透明、高效的公益项目运营理念，立足中国，放眼全球。
“宋庆龄爱心书库”向贫困地区儿童赠送优质读物，“母婴平安”项目使二十多个省市的数十万婴幼儿获益。2012年起持续获评中国基金会透明指数排行榜第一位（并列），并获得民政部“慈善透明卓越组织”、“慈善透明榜样”称号。近年来，慈善年支出超过5000万元，2017年募集资金首次突破1亿元。同时，努力加强推动跨界合作，不断探索公益人才培养新途径。

## 组织结构
中国福利会最高权力机构为执行委员会，执行委员会由主席、副主席、执行委员组成。执行委员由与中国福利会事业密切相关的中央、地方政府有关部门、团体的领导人担任。中国福利会的日常工作由党组书记兼秘书长主持。
中国福利会下设6个部和14个直属机构。包括：
- 上海宋庆龄基金会
- 中国福利会国际和平妇幼保健院
- 中国福利会少年宫
- 中国福利会儿童艺术剧院
- 中国福利会幼儿园
- 中国福利会托儿所
- 宋庆龄幼儿园
- 上海宋庆龄学校
- 中国中福会出版社有限公司
- 中国福利会老年福利发展中心（中国福利会养老院）
- 中国福利会信息与研究中心（宋庆龄儿童发展中心）
- 中国福利会儿童艺术剧场
- 上海国际和平文化实业有限公司
- 中国福利会儿童教育电视制作中心

## 领导成员
中国福利会历任主席、会长为宋庆龄（创办人、第一任主席）、宋子文（首任会长）、廖承志（第二任主席）、康克清（名誉主席）、黄华（第三任主席）、胡启立（第四任主席）。现任主席为十二届全国政协副主席、原中联部部长王家瑞（第五任主席），副主席为原民政部副部长顾朝曦、教育部副部长郑富芝、原上海市政协副主席姜樑、党组书记兼秘书长张晓敏。

## 大事记
- 1938年6月14日，宋庆龄在香港成立保卫中国同盟。中国银行董事长宋子文任会长，宋庆龄任中央委员会主席。
- 1938年7月，经过保盟努力，在晋察冀边区五台山建立国际和平医院，白求恩任院长。
- 1941年2月，《保盟通讯》中文版在香港出版，由邹韬奋、金仲华负责编辑。
- 1942年8月，保盟在重庆正式重组中央委员会。
- 1945年12月，保盟更名为中国福利基金会。
- 1947年4月，中国福利基金会儿童剧团成立。
- 1949年7月，中国福利基金会创办日托制托儿所，宋庆龄、邓颖超、许广平等参加揭幕仪式。
- 1949年9月30日，宋庆龄在中国人民政治协商会议第一届全体会议上当选为中华人民共和国中央人民政府副主席。
- 1950年，宋庆龄创办中华人民共和国第一份儿童杂志《儿童时代》。宋庆龄为《儿童时代》杂志创刊号题词。
- 1950年，宋庆龄亲自创办上海第一家寄宿制托儿所——中国福利会婴儿托儿所，后改名为中国福利会托儿所。
- 1951年9月18日，宋庆龄在接受“加强国际和平”斯大林国际奖金典礼上致答词，并在奖金10万卢布支票背面批示：“此款捐赠中国福利会作妇儿福利事业之用。”次年，中国福利会国际和平妇幼保健院正式成立。
- 1952年1-2月，宋庆龄命名的《中国建设》英文双月刊创刊号在上海正式出版。
- 1953年，宋庆龄创办中华人民共和国第一个校外教育机构——中国福利会少年宫。次年6月，毛泽东应宋庆龄之请，为少年宫题名。
- 1955年5月，中国福利会少年宫小伙伴艺术团成立，著名艺术家熊佛西、丁善德、周小燕、胡蓉蓉等担任名誉顾问。
- 1958年，宋庆龄建立了专为儿童服务的儿童艺术剧场。
- 1958年5月，周恩来为中国福利会成立20周年题词。
- 1972年2月，美国总统尼克松的夫人帕特·尼克松参观中国福利会少年宫，并观看文艺演出。
- 1975年1月，宋庆龄在全国人民代表大会第四届第一次会议上当选为全国人大常委会副委员长。
- 1978年5月，华国锋为中国福利会成立40周年题词。
- 1981年5月29日，中华人民共和国名誉主席、中国福利会主席宋庆龄在北京寓所逝世。中国共产党中央委员会、中华人民共和国全国人民代表大会常务委员会、中华人民共和国国务院决定为宋庆龄举行国葬。
- 1983年6月，廖承志继任中国福利会主席。
- 1984年2月，邓小平观看中国福利会儿童计算机活动中心队员电脑操作表演，指出“计算机的普及要从娃娃做起。”
- 1985年3月，中国福利会儿童教育电视制作中心成立。
- 1985年6月14日，为纪念国家名誉主席、中国福利会创始人宋庆龄，设立中国福利会妇幼事业樟树奖，表彰长期从事妇幼工作并作出重大贡献的人士。
- 1986年5月27日，上海市纪念宋庆龄国家名誉主席基金会（简称上海宋庆龄基金会）成立，汪道涵任主席。
- 1988年6月，中国福利会召开第五届执行委员会，康克清任名誉主席、黄华任主席。
- 1988年3月，邓小平为中国福利会成立50周年题词。
- 1991年10月，宋庆龄幼儿园举行落成典礼，江泽民题写的“宋庆龄幼儿园”园名揭牌。
- 1993年1月20日，纪念中华人民共和国名誉主席宋庆龄诞辰100周年大会在北京人民大会堂隆重举行。江泽民出席并发表讲话。
- 1994年7月，由国家教委和中国福利会共同创设的宋庆龄奖学金首届颁奖仪式在上海友谊会堂举行。
- 1995年5月，中国福利会学前教育信息中心成立。
- 1998年8月，江泽民为中国福利会成立60周年题词。
- 2001年12月，胡启立任中国福利会主席。
- 2003年8月，宋庆龄儿童发展中心成立，与中国福利会信息与研究中心合署办公，旨在进一步加强少年儿童教育科学研究。
- 2005年，中国福利会、上海宋庆龄基金会共同设立宋庆龄幼儿教育奖。
- 2008年6月，胡锦涛为中国福利会成立70周年致贺信。
- 2008年8月，中国福利会养老院揭牌。
- 2008年9月，上海宋庆龄学校落成开学。
- 2013年6月，上海儿童艺术剧场正式对外开放。
- 2017年9月，王家瑞任中国福利会主席。
- 2017年11月，中国福利会国际和平妇幼保健院院长黄荷凤当选中国科学院院士。
- 2018年6月14日，习近平向中国福利会发来贺信，代表中共中央，并以他个人的名义，庆祝中国福利会成立80周年。李强出席庆祝大会，宣读贺信并讲话。
- 2018年11月底，中福会代表团到香港开展以“不忘初心，缔造未来”为主题的寻根之旅活动，拜会香港特别行政区行政长官林郑月娥、香港中联办主任王志民、全国政协副主席董建华，并举行纪念中国福利会成立80周年招待会。
- 2019年5月31日，由中国宋庆龄基金会、中国福利会、国家大剧院共同主办的“我和祖国一起成长”——2019年“六一”国际儿童节主题演出活动在北京国家大剧院上演。蔡奇等出席并观看演出。
- 2019年9月3日，上海宋庆龄学校校长、宋庆龄幼儿园名誉园长封莉容获教育部评选为全国十大教书育人楷模之一，10日在北京参加庆祝2019年教师节暨全国教育系统先进集体和先进个人表彰大会，受到习近平、李克强、王沪宁等接见并祝贺。
- 2019年11月1日，香港特别行政区行政长官林郑月娥到访中福会。